# TDCRed
Teledifusora Del Centro o TDC Red es un grupo de medios de comunicación de la Provincia de Córdoba, Argentina. Este multimedio posee su sede en la ciudad de La Falda y transmite noticias y contenidos sobre el acontecer diario en el Valle de Punilla, a través de sus sitios web, estaciones de radio FM y el canal de televisión.
El canal televisivo TDC se encuentra disponible en las localidades del centro del Valle de Punilla como La Falda y La Cumbre, mientras que las emisoras de radio poseen cobertura en todo el Valle de Punilla y también en el noroeste de la provincia de Córdoba y sur de la provincia de La Rioja.

### Medios de Comunicación
- Radios
  - Latina 105.3 FM
  - Extrabrut 89.1 FM

- Televisión
  - Canal TDC

- Portales de noticias
  - tdcred.com
  - punilla.info
  - radioextrabrut.com.ar